# اوگاستین سیمو
اوگاستین سیمو (انگلیسی: Augustine Simo؛ زادهٔ ۱۸ سپتامبر ۱۹۷۸) یک بازیکن فوتبال اهل کامرون است.
وی همچنین در تیم ملی فوتبال کامرون بازی کرده است.